# Scopula nictata
Scopula nictata är en fjärilsart som beskrevs av Achille Guenée 1858. Scopula nictata ingår i släktet Scopula och familjen mätare. Inga underarter finns listade.